# Jessie Penn-Lewis
Jessie Penn-Lewis, född den 28 februari 1861 i Neath, Storbritannien, död den 15 augusti 1927, var en walesisk helgelseförkunnare, med stort inflytande på "Väckelsen i Wales" 1904-1905. Hon var den som främst rapporterade om väckelsen i tryckt form, och skrev också den första boken om den. Ganska snart började hon dock ställa sig kritisk till väckelsen, inte minst efter väckelseledaren Evan Roberts psykiska sammanbrott 1906, där hon tog hand om honom i sitt hem under många år. Tillsammans skrev de en bok om Satans infiltration i väckelsen, kallad "War on the Saints", som färdigställdes 1912 (svensk översättning "Kriget mot kristna"). 
Penn-Lewis tog starka intryck av Madame Guyon, G.H.Pember och Andrew Murray, och blev något av en mystiker, med stort intresse av det inre livets psykologi, där hon var en skicklig analytiker, inte minst i boken "Soul and Spirit". Häri influerade hon Watchman Nees mystika psykologi. Hon har varit inflytelserik inom helgelserörelsen, och har översatts till många språk.  
Penn-Lewis gav avgörande impulser åt grundarna av två kristna rörelser: Frank Buchman, Oxfordgrupprörelsens grundare, och Johan Oscar Smith, Smiths Vänners grundare.